# Michael Heidepriem
Michael Heidepriem (* 26. November 1990 in Freiburg im Breisgau) ist ein deutscher Jazzmusiker (Schlagzeug, Komposition).

## Leben und Wirken
Heidepriem stammt aus einer Musikerfamilie: Ebenso wie sein Großvater Waldi Heidepriem, sind sein Vater Lucas und sein Onkel Thomas Heidepriem Jazzmusiker. Der Schlagzeugklang begeisterte ihn bei Konzerten schon von klein auf. Mit 10 Jahren begann er Altsaxophon zu lernen. Im Alter von 18 Jahren wechselte er zum Schlagzeug. Zwischen 2012 und 2017 studierte er an der Musikhochschule Basel bei Jeff Ballard und Gregor Hilbe Jazz-Schlagzeug. Mit seinem Quintett wurde er dort 2015 als bestes Bachelorprojekt ausgezeichnet.
In der Gruppe Monoglot spielt er seit 2019 mit den Saxophonisten Fabian Willmann und Sebastian von Keler, dem Gitarristen Kristinn Smári Kristinsson sowie dem Bassisten Valentin Link von der Minimal Music beeinflusste Fusionmusik und legte zwei Alben vor, zuletzt Resonance (2021). Weiterhin spielt er im Duo mit Kristinsson/Heidepriem und im Trio Willmann/Huber/Heidepriem.
Mit Marc Roos (Posaune), Jan Herzog (Gitarre) und Mischa Frey (Bass) gründete Heidepriem das Quartett Gnome, das 2022 sein erstes, auf Erik Satie aufbauendes Album Idylle veröffentlichte. Mit seinem Vater, dem Pianisten Lucas Heidepriem, spielt er auch im Heidepriem Trio, mit dem das Album Silent Life (Unit Records 2019) entstand.